# IAR 47
IAR 47 là một mẫu thử máy bay của Romani, do hãng Industria Aeronautică Română chế tạo vào năm 1942.

## Quốc gia sử dụng
Vương quốc Romania
- Không quân Hoàng gia Romani

 România
- Không quân Romani

## Tính năng kỹ chiến thuật (IAR 47)
Đặc điểm tổng quát
- Kíp lái: 2
- Chiều dài: 11 m ( ft  in)
- Sải cánh: 12.5 m ( ft  in)
- Chiều cao: 3.2 m ( ft  in)
- Diện tích cánh: 23.8 m2 ( ft2)
- Trọng lượng có tải: 3550 kg ( lb)
- Powerplant: 1 × IAR K.14-IV C32, 716 kW (960 hp)

Hiệu suất bay
- Vận tốc cực đại: at 4300m 464 km/h ( mph)
- Tầm bay: 850 km ( dặm)
- Trần bay: 8.000 m (26.245 ft)

Vũ khí trang bị
- 3 x súng máy 7,92mm Rheinmetall MG
- 6 x quả bom 50kg